# Survival Skills
Albums par KRS-One
Maximum Strength
(2008) Playlist: The Very Best of KRS-One
(2010)
Albums par Buckshot
The Formula
(2008)
Survival Skills est un album collaboratif de KRS-One et Buckshot, sorti le 15 septembre 2009.
L'album s'est classé 19e au Top R&B/Hip-Hop Albums.

## Liste des titres
| No  | Titre                                                                          | Contient un (des) sample(s) de                                      | Durée |
| --- | ------------------------------------------------------------------------------ | ------------------------------------------------------------------- | ----- |
| 1.  | Survival Skills (featuring DJ Revolution)                                      |                                                                     | 3:59  |
| 2.  | ROBOT                                                                          |                                                                     | 4:06  |
| 3.  | The Way I Live (featuring Mary J. Blige)                                       | Hang Your Head in Shame de New York City                            | 3:57  |
| 4.  | Clean Up Crew (featuring Rock de Heltah Skeltah)                               |                                                                     | 3:57  |
| 5.  | Oh, Really? (featuring Talib Kweli et Geologic des Blue Scholars)              |                                                                     | 3:13  |
| 6.  | Connection (featuring Smif-n-Wessun)                                           |                                                                     | 5:23  |
| 7.  | Runnin' Away (featuring Immortal Technique)                                    |                                                                     | 4:40  |
| 8.  | Think of All the Things (featuring K'Naan)                                     | Don't Let It Pass By de Poc                                         | 4:03  |
| 9.  | One Shot (featuring Pharoahe Monch)                                            |                                                                     | 3:46  |
| 10. | Amazin' (featuring Sean Price et Loudsmouf Choir)                              |                                                                     | 3:47  |
| 11. | Hear No Evil                                                                   |                                                                     | 3:21  |
| 12. | Murder 1 (featuring Bounty Killer)                                             |                                                                     | 3:59  |
| 13. | We Made It (featuring Slug d'Atmosphere)                                       |                                                                     | 4:25  |
| 14. | Past, Present, Future (featuring Melanie Fiona et Naledge de Kidz in the Hall) | Where's the Concern for the People d'Harold Melvin & the Blue Notes | 4:35  |